# Minúscula 55
Minúscula 55 (en la numeración Gregory-Aland), ε 349 (Soden) es un manuscrito griego en minúsculas del Nuevo Testamento, en hojas de pergamino. Es datado paleográficamente en el siglo XIV. El manuscrito tiene contenidos complejos y está lleno de marginales. Fue adaptado para uso litúrgico.

## Descripción
El códice contiene el texto completo de los cuatro Evangelios en 349 hojas de pergamino (tamaño de 19.5 cm por 14 cm). El texto está escrito en una columna por página, 21 líneas por página. Las letras mayúsculas están en rojo. El texto está dividido de acuerdo a los κεφαλαια (capítulos), cuyos números se colocan al margen del texto.
Tiene Prolegómenos a Mateo, listas de los κεφαλαια (tablas de contenido) antes de cada Evangelio, equipos de leccionario en el margen (incipits), αναγνωσεις (lecciones), libros litúrgicos con hagiografías (Synaxaria y menologion), suscripciones al final de cada Evangelio, con números de stichoi y bellas ilustraciones.
El manuscrito contiene también el texto de Jueces 6:1-24.

## Texto
El texto griego de este códice es representativo del tipo textual bizantino. Hermann von Soden lo clasificó en la familia textual Kr. Aland lo colocó en la Categoría V. Según el Perfil del Método de Claremont, representa a la familia Kr en Lucas 1 y Lucas 20. En Lucas 10 ningún perfil fue hecho.

## Historia
El manuscrito fue escrito por Γροιγοριου ιερομοναχου.
Fue examinado por Mill (como Selden 3), Grabe, Scholz, Tischendorf, y C. R. Gregory (1883).
En la actualidad se encuentra en la Bodleian Library (Selden Supra 6), en Oxford.

## Lectura adicional
- Gregory, Caspar René (1900). Textkritik des Neuen Testamentes 1. Leipzig: J.C. Hinrichs'sche Buchahandlung. p. 141.